# Henry Walden
Henry W. Walden född 1883, död 13 september 1964, var en amerikansk tandläkare, flygpionjär och flygplanskonstruktör.
Walden konstruerade redan i Europa som barn flygande föremål och mindre ballongmodeller. När familjen återvände till USA inledde han studier till tandläkare vid Columbia University där han utexaminerades 1906. Flyget fick under årtiondet en stor uppgång med bröderna Wright och Glenn Curtiss uppvisningsflygningar. 1908 gick han med i Aeronautics Society of New York, där kom han i kontakt med andra flygintresserade och aviatör. Efter samtal om olika konstruktionslösningar inledde han tillverkningen av ett eget flygplan, men både hans första och andra flygplansförsök blev misslyckade. Han tittade på andra konstruktörers lösningar för att se vad han missat, men han ville ändå inte använda sig av den klassiska konstruktionslösningen med två par vingar. Han var övertygad om att det skulle fungera med ett par vingar. Hans tredje konstruktion var Amerikas första monoflygplan. Det drevs av en skjutande propeller, som kraftkälla valde han en dyr italiensk motor, köpt på avbetalning.
Utan att han tagit flyglektioner startade han flygplanet 9 december 1909 från Mineola och genomförde sin första soloflygning. Vid landningen drabbades han av ett mindre haveri där motorn skadades. Efter att motorn reparerats återupptog han flygandet för att utvärdera flygplanets prestanda, men dagen före sin sista avbetalning på motorn totalhavererade han flygplanet. Trots att han blev svårt skadad ville han genomföra betalningen och han tog en avgift av åskådarna som ville titta på flygplansvraket. På sin väg till sjukhuset betalade den resterande summan till motorleverantören. Han vidareutvecklade sin konstruktion i några efterföljande modeller samtidigt som hans erfarenhet som pilot växte.
I november 1915 konstruerade han den första radiostyrda markattackraketen, originalraketen samt modeller av hans flygplan Walden III och Walden IX finns permanent utställda på National Air Museum vid Smithsonian institution.